# ソーシャル・ディストーション

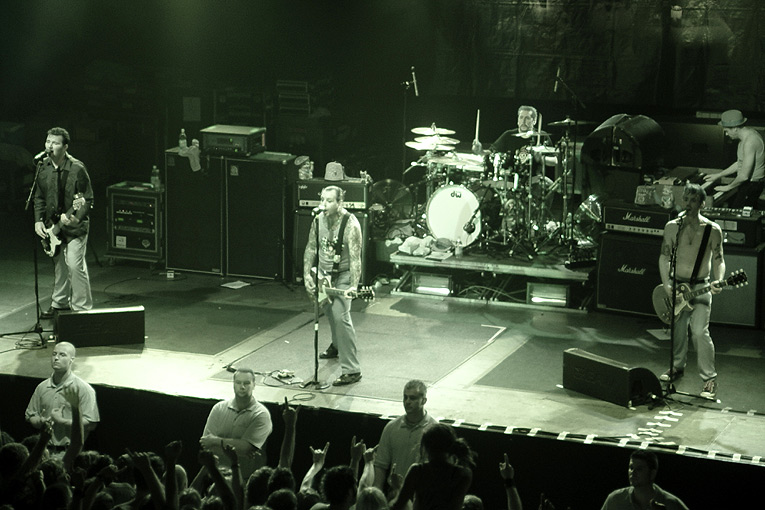

ソーシャル・ディストーション(Social Distortion)は、アメリカ合衆国カリフォルニア州オレンジカウンティ出身の4ピース・パンク・ロックバンド。

## 概要
TSOLやエージェント・オレンジと共にオレンジカウンティを代表するベテランバンド。デビュー当時から、軸となる西海岸系ハードコア・パンクにアメリカのルーツ・ミュージックであるロックンロール/ロカビリー/カントリー・ミュージック/ブルースなどの要素を融合させた音楽性で活動。特に、この志向は2作目 Prison Bound で明確になる。
フロントマンのマイク・ネスはシーンの中でも一目置かれる存在で、兄貴分として数多くのバンドマンやファンから支持を受ける。その存在は、ランシドやNOFX、オフスプリング、ペニーワイズのメンバーが気安く話しかけられないほど。また、マイク・ネスはソロ活動もしていて、既にレコードデビューを果たしている。
オフスプリングはソーシャルディストーションのファンで、ソーシャルディストーションのライヴに入れなかった事を機にオフスプリングを結成するに至った。

## メンバー

### 現メンバー
- マイク・ネス (Mike Ness ,Vo/G)1962年4月3日出生。
- ジョニー・ウィッカーシャム (Johnny "2 Bags" Wickersham ,G)1968年5月26日出生。
- ブレント・ハーディング (Brent Harding ,B)1967年3月3日出生。
- デイヴィッド・ヒダルゴ・ジュニア (David Hidalgo, Jr. ,Ds)

### クラシック・ラインナップ
- マイク・ネス (Mike Ness ,Vo/G)
- デニス・ダネル (Deniss Danell ,G)1961年6月24日出生、2000年2月29日死去。
- ジョン・マウラー (John Maurer ,B)1961年7月14日出生。
- クリストファー・リース (Christopher Reece ,Ds:)

### 過去在籍したメンバー
- Casey Royer - ドラム (1978-1979)
- Tom Corvin - ボーカル (1978-1979)
- Mark Garrett - ベース (1978)
- Rikk Agnew - ベース (1978-1979)
- Brent Liles - ベース (1981-1983)
- Derek O'Brien - ドラム (1981-1983)
- Chuck Biscuits - ドラム(1996-1999)
- Matt Freeman (ランシド) ベース (2004-2005)
- Charlie Quintana - ドラム (2000-2009)
- Atom Willard (エンジェルズ・アンド・エアウェーヴズ) -ドラム (2009-2010)
- Scott Reeder - ドラム (2010)

## バイオグラフィ
- 1979年 カリフォルニア州LA郊外オレンジカウンティでマイク・ネスを中心に結成。
- 1980年 マイク・ネスの幼馴染であるデニス・ダネルがギタリストとして加わりシングル『Mainliner/Playpen』でレコードデビュー。
- 1981年 2ndシングル『1945』をリリース。地元中心にヒットする。
- 1982年 ユース・ブリゲイドと共に全米ツアーを敢行。ワシントンD.C.では、マイナー・スレットとも共演を果たす。同ツアーの模様は『Another State Of Mind』というドキュメンタリーフィルムに収録され、各地のケーブルテレビなどで放映される。
- 1983年 1stアルバム『Mommy's Little Monster』をリリース。
- 1985年 マイク・ネスがドラッグと喧嘩で、病院や刑務所を転々とする。この間バンドは活動休止。
- 1988年 2ndアルバム『Prison Bound』をリリースし復活。マイク・ネス、デニス・ダネル、ネスの高校時代からの友人でベーシストのジョン・マウラー、そしてドラマーにはクリストファー・リースと後に「クラシック・ラインナップ」と呼ばれるメンバーで製作された今作はLAのカレッジ・ラジオ・ステーション〈KXLU〉と、コマーシャル・ニューミュージック・ステーション〈KROQ〉のチャートで、同時にナンバー1となる。
- 1989年 エピックとメジャー契約を交わす。
- 1990年 3rdアルバム『Social Distortion』でメジャーデビュー。収録曲『Ball and Chain』はゲームSaints Row: The Thirdに使用されている。
- 1992年 4thアルバム『Somewhere Between Heaven And Hell』をリリース。がツアーを待たずにクリスが脱退。しばらくドラマーは流動的となる。
- 1996年 5thアルバム『White Light, White Heat, White Trash』をリリース。9月には日本で開催されたワープ・ジャパン・ツアーに出演するため初来日。（共演は、シック・オブ・イット・オール、Hi-STANDARD、ココバットなど。）
- 1997年 世界最大のパンクイベント、ワープド・ツアー(Vans Warped Tour)に出演。（共演は、ペニーワイズ、マイティ・マイティ・ボストーンズなど。）
- 1998年 ライヴアルバム『Live At The Roxy』をリリース。
- 1999年 マイク・ネスがアルバム『Cheating At Solitaire』でソロデビュー。同年、2ndアルバム『Under The Influences』(カバー・コレクション)もリリース。
- 2000年2月 アルバム製作中にデニス・ダネルが突然他界。アルバム制作は中断。約2ヶ月後、デニスの家族のために追悼コンサート〈When The Angels Sing〉を開催。（共演は、オフスプリング、X、ペニーワイズ、TSOL、エージェント・オレンジなど。）デニスの後任にジョニー・ウィッカーシャムが加わる。
- 2004年 6thアルバム『Sex, Love And Rock'n'Roll』をリリース。ライヴDVD『Live In The Orange County』をリリース。このライヴでジョン・マウラーが「家族との時間を大切にしたい」との理由で脱退を表明。後任にはランシドのマット・フリーマンが一時在籍した後、ブレント・ハーディングが加入。
- 2006年 ウドー・ミュージック・フェスティバル(UDO MUSIC FESTIVAL)に出演するため2度目の来日。富士スピードウェイのワープド・ステージで、両日ともヘッドライナーを務めた。（共演は、ペニーワイズ、ヴァンダルズ、ギターウルフ、バルザック、ニコチンなど。）
- 2007年 初のベストアルバム『Greatest Hits』をリリース。
- 2009年 4月、チャーリー・クィンタナは10年間ドラムを担当した後、他の音楽でチャンスを見つける為に脱退を表明。後任として、Rocket From The Crypt／オフスプリングの元メンバーで、現エンジェルズ・アンド・エアウェーヴズのアトム・ウィラードが加入（のち2010年3月脱退）。
- 2010年 3月、エピタフ・レコードへ移籍。5月、7thアルバムを秋頃発売予定と発表。7月、ライブでマイク・ネス本人が7thアルバムのタイトル、アルバムリリースを2011年1月に延期したと発表。
- 2011年 1月、7thアルバム『Hard Times And Nursery Rhymes』をリリース。

## ディスコグラフィ

### スタジオアルバム
- 『Mommy's Little Monster』(1983)Time Bomb
- 『Prison Bound』(1988)Time Bomb
- 『Social Distortion』(1990)Epic
- 『Somewhere Between Heaven And Hell』(1992)Epic
- 『White Light, White Heat, White Trash』(1996)Epic
- 『Sex, Love And Rock 'n' Roll』(2004)Epic
- 『Hard Times And Nursery Rhymes』(2011)Epitaph

### ベスト・編集アルバム
- 『Mainliner』(1995)Time Bomb
- 『Greatest Hits』(2007)Time Bomb

### ライヴアルバム
- 『Live At The Roxy』(1998)Time Bomb

### DVD
- 『Another State Of Mind』(2004)Time Bomb
- 『Live In Orange County』(2004)Time Bomb

## バンドが影響を受けた主なアーティスト
- エルヴィス・プレスリー
- ジーン・ヴィンセント
- エディ・コクラン
- ジョニー・キャッシュ
- ザ・ローリング・ストーンズ
- ラモーンズ
- ザ・クラッシュ
- セックス・ピストルズ
- デイヴィッド・アラン・コー
- ハンク・ウィリアムス
- ジミー・ウォーク
- マーヴィン・レインウォーター
- マール・ハガード
- ウェイロン・ジェニングス
- マーティ・ロビンス